# 赫雷基乌姆的塞阿戈奈斯
塞阿戈奈斯（Theagenes of Rhegium），约活动于公元前6世纪前后。古希腊学者之一，生活于赫雷基乌姆，他同时也是一位擅常于叙事诗创作的诗人。他著有一部反映古希腊盲诗人荷马生平事迹以及对其作品进行评析的学术著作，为古希腊首位对寓言进行解释的学者。